# Luis González de Guzmán
Luis González de Guzmán (m. Almagro, 1443), I señor de Andújar, fue un noble castellano, nieto del rey Enrique II de Castilla, que se desempeñó como maestre de la Orden de Calatrava (1407 a 1443), participando activamente en las campañas granadinas, mereciendo especial distinción su papel en la batalla de La Higueruela, liderada por el condestable Álvaro de Luna.

## Orígenes familiares
Luis de Salazar y Castro, basándose en lo afirmado por otros genealogistas como el marqués de Mondéjar, José Pellicer y Diego Ortiz de Zúñiga, señaló en el tomo III de su Historia genealógica de la Casa de Lara que los padres del maestre Luis González de Guzmán fueron Gonzalo Núñez de Guzmán, que fue asimismo maestre de las órdenes de Alcántara y de Calatrava, casado en secreto con Isabel Enríquez de Castilla, hija natural del rey Enrique II de Castilla. Otros historiadores modernos, como Enrique Rodríguez-Picavea Matilla, afirman que ambos fueron los padres del maestre, advirtiendo que éste pudo hacerse pasar por sobrino del maestre Gonzalo Núñez en lugar de hijo a consecuencia de la falta de aprobación por parte de Enrique II al matrimonio secreto de sus padres, llegando a encerrar a Gonzalo Núñez en prisión. Según Luis de Salazar y Castro, Gonzalo Núñez de Guzmán e Isabel Enríquez de Castilla fueron padres de dos hijos, siendo el maestre de Calatrava, Luis González de Guzmán uno de ellos, y el otro, Pedro Núñez de Guzmán, copero mayor del rey Fernando I de Aragón, quien le entregó la villa de Torija, y contrajo matrimonio con María de Avellaneda, hija de Lope Ochoa de Avellaneda, señor de Gumiel, y de Juana de Formicedo.

## Biografía
Aunque fue elegido Maestre en dos ocasiones, la primera en 1395, según consta en la bula de confirmación, y la segunda en el año 1407, no llegó a ejercer el gobierno efectivo de la Orden de Calatrava hasta el año 1414.  
Fue vasallo del rey Juan II de Castilla y sirvió en la guerras que el infante Fernando de Trastámara, libró contra Granada. Luis González de Guzmán luchó también contra los Infantes de Aragón, siendo recompensado por el rey Juan II con el señorío de Andújar. 
En 1407 participó en el sitio de Setenil. 
En 1431 participó en la batalla de la Higueruela, al mando de un contingente de ochocientos caballos, incluidos ciento setenta caballeros calatravos, además de mil peones, siendo su contribución decisiva a la victoria castellana.
Falleció el 24 de febrero de 1443 en Almagro, adonde se había retirado, tras intentar en vano imponer disciplina a los caballeros de su orden.

## Sepultura
Fue sepultado en el centro de la capilla mayor del Castillo de Calatrava la Nueva, donde también estaba sepultado el infante Alfonso de Molina, hijo de Alfonso IX de León.

## Matrimonio y descendencia
Obtuvo una bula que le permitió poder casarse, al igual que a los caballeros de su orden, aunque solamente la utilizó él. Contrajo matrimonio con Inés de Torres y Benavides, hija de Pedro Ruiz de Torres, adelantado de Cazorla, y de Isabel Méndez de Benavides (hija de los primeros señores de Santisteban del Puerto). Fruto de dicho matrimonio nacieron siete hijos:
- Juan de Guzmán, I señor de La Algaba, casó con Elvira de Guzmán y Aponte.
- Mencía de Guzmán, casó con Rodrigo González Messía, X señor de La Guardia.
- Inés de Guzmán, casó con Gil González Dávila, señor de Cespedosa y de la Puente del Congosto.
- Rodrigo de Guzmán
- Pedro de Guzmán
- Luis de Guzmán
- Fernando de Guzmán

| Predecesor: Enrique de Villena | Maestre de la Orden de Calatrava 1407 — 1443 | Sucesor: Fernando de Padilla |

## Biblia de Alba
Desde mayo de 1422 fue el promotor de una traducción de la Biblia del hebreo al romance, traducida por Moisés Arragel, rabino judío de Maqueda, bellamente iluminada. Es conocida como la Biblia de Alba por haber terminado su propiedad dentro del patrimonio de la Casa de Alba. Anteriormente, el inquisidor general Andrés Pacheco en 1624 se la había cedido al conde duque de Olivares.